# Molpadia spinosa
Molpadia spinosa is een zeekomkommer uit de familie Molpadiidae.
De wetenschappelijke naam van de soort werd in 1893 gepubliceerd door Hubert Ludwig.